# Përmet
Përmet (en griego: Πρεμετή, Premeti) es un municipio y villa del condado de Gjirokastër, en el sur de Albania. El municipio se formó en la reforma local de 2015 mediante la fusión de los antiguos municipios de Çarçovë, Frashër, Përmet, Petran y Qendër Piskovë, que pasaron a ser unidades administrativas. El ayuntamiento tiene su casa consistorial en la villa de Përmet. La población total del municipio es de 10 614 habitantes (censo de 2011), en un área total de 601.95 km². La población en sus límites de 2011 era de 5945 habitantes
Se sitúa junto al río Viosa, que recorre en esta zona la cadena montañosa Trebeshinë-Dhëmbel-Nemërçkë, entre las montañas Trebeshinë y Dhëmbel, y a través del cañón de Këlcyrë.